# Diana DeGarmo
Diana DeGarmo (Alabama, Estados Unidos, 16 de junio de 1987) es una cantante estadounidense. Se hizo famosa al colocarse en segundo lugar en el concurso American Idol.
El 29 de junio de 2004 lanzó su primer sencillo titulado Dreams. Este incluía dos canciones adicionales, las cuales son I Believe y Don't Cry Out Loud.
Su primer álbum se tituló Blue Skies y fue lanzado el 7 de diciembre de 2004, con ventas iniciales de 47,000 copias. Se posicionó en el puesto #52 del Billboard en Estados Unidos. Su sencillo Emotional alcanzó la posición #54 en la Mediabase Pop Chart.
DeGarmo también interpretó la canción principal para la película Fairy Idol de la caricatura Los padrinos mágicos, la cual se estrenó el 19 de mayo de 2006 aparece en cameo cuando Cosmo obtuvo la idea de cantar y ganar en la revista que tiene dice "Cómo cantar como Diana DeGarmo".
Además interpretó a Penny Pingleton en el musical Hairspray en Broadway entre 2008 y 2011.
- Datos: Q464246
- Multimedia: Diana DeGarmo / Q464246